# Municipio de Fulton (Míchigan)
El municipio de Fulton (en inglés: Fulton Township) es un municipio ubicado en el condado de Gratiot en el estado estadounidense de Míchigan. En el año 2010 tenía una población de 2521 habitantes y una densidad poblacional de 27,18 personas por km².

## Geografía
El municipio de Fulton se encuentra ubicado en las coordenadas 43°9′29″N 84°39′52″O / 43.15806, -84.66444. Según la Oficina del Censo de los Estados Unidos, el municipio tiene una superficie total de 92.76 km², de la cual 90,62 km² corresponden a tierra firme y (2,3 %) 2,13 km² es agua.

## Demografía
Según el censo de 2010, había 2521 personas residiendo en el municipio de Fulton. La densidad de población era de 27,18 hab./km². De los 2521 habitantes, el municipio de Fulton estaba compuesto por el 95,44 % blancos, el 0,63 % eran afroamericanos, el 0,36 % eran amerindios, el 0,16 % eran asiáticos, el 1,98 % eran de otras razas y el 1,43 % eran de una mezcla de razas. Del total de la población el 4,13 % eran hispanos o latinos de cualquier raza.